# Gornje Prapreče
Gornje Prapreče – wieś w Słowenii, w gminie Trebnje. W 2018 roku liczyła 25 mieszkańców.